# Gohāna
Gohāna är en ort i Indien.   Den ligger i distriktet Sonīpat och delstaten Haryana, i den norra delen av landet, 80 km nordväst om huvudstaden New Delhi. Gohāna ligger 234 meter över havet och antalet invånare är 56 093.
Terrängen runt Gohāna är mycket platt. Runt Gohāna är det tätbefolkat, med 476 invånare per kvadratkilometer. Det finns inga andra samhällen i närheten. Trakten runt Gohāna består till största delen av jordbruksmark.